# المخزون المدار من المورد

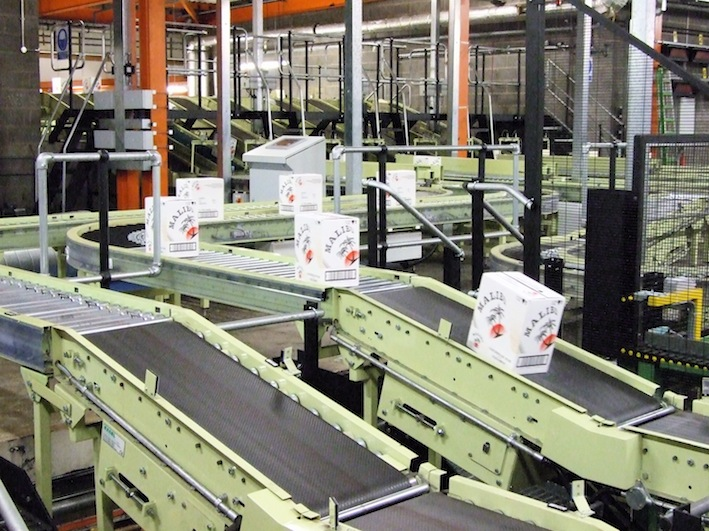

المخزون المدار من المورد (بالإنجليزية: Vendor managed Inventory VMI )‏ أو (Supplier managed Inventory SMI) هي عبارة عن أداة لوجستية لتحسين اداء سلسلة التوريد عن طريق ان يسمح الزبون (المشتري) للمورد الذي يورد له الخدمة أو السلعة ان يطلع على معلومات عن المخزون الذي يملكه ومعلومات عن كمية الطلبات (أي المبيعات مثلا) الذي لديه. مثلا شركة سيارات تسمح للشخص أو للشركة أو للجهة التي تورد لها قطع الغيار (لنفرض مثلاً الشركة التي تورد الاطارات) بالاطلاع على حجم المخزون لديها وأيضا الطلبات من زبائن الشركة. 
بهذه الطريقة (أي VMI) يكون المورد مسؤولاً عن مخزون بضائعه لدى الزبون. يؤدى المخزون الذي عند الزبون بشكل كامل من المورد.عادة يدفع الزبون لقاء ذلك المستحقات كاملة. الاساس لحساب التوريدات هي على سبيل المثال: حسابات/اعداد الاستهلاك أو حسابات المبيعات والتي اما ان تقاس عن طريق الزيادة المنتظمه من خلال المورد أو الكترونيا.

## المفهوم
من حيث المبدأ يوجد ثلاثة مفاهيم. المفهوم الأول يسمى (إعادة التوريد المستمر) وهو ان يزور المورد الزبون زيارات متكررة بشكل منتظم وذلك لتحديد النقص في المخزون لتوريدة اللاحقة ويورد النقص الذي تم تحديده ومعرفته في الزيارة السابقة (مثالية مثلا ل العناصر المترابطة في الصناعة). 
في الشكل أو المفهوم الثاني (وهو المفهوم التقليدي للمخزون المدارمن المورد) يحدد الزبون احتياجاته (على سبيل المثال من خلال الحصول على بيانات المبيعات أو عن طريق انظمة التتبع الكاملة  ويرسل هذه البيانات إلى المورد الذي يحدد بمساعدة هذه البيانات وقت التوريدة. ولكن لهذه التوريدة لا يحتاج طلبية واضحة وصريحة من الزبون أي ليس مثل الحالات الطبيعية أو التقليدية بحيث يجب ان يكون لكل توريدة من المورد طلبية واضحة من الزبون فيها الطلبات التي يحتاجها. لا يتم تغيير العمليات التجارية المسجلة (الفاتورة) بشكل عام عن طريق المخزون المدار من المورد.
الشكل الثالث المسمى (جرد شحنات البضائع) وهو مستودع البضائع الخاص بالمورد  والذي يكون موجود بجوار الزبون يكون فيه المورد هو المالك الفعلي لجزء من مستودع بضائع الزبون بحيث يستطيع عند الحاجة ان يخزن فيه أو يعوض النقص الموجود.
بشكل متزايد يتم تشكيل هذه العمليات من خلال (تجارة الكترونية) لتسهيل العملية.

## المؤلفات
- Karl Simacek (1999), Andreas von der Heydt (ed.), "Vendor Managed Inventory (VMI) - Oder wer in der Zukunft disponieren sollte", Handbuch Efficient Consumer Response (بالألمانية), München: Franz Vahlen, ISBN:3-8006-2279-3{{استشهاد}}:  صيانة الاستشهاد: التاريخ والسنة (link)
- Horst Tempelmeier (2006), Bestandsmanagement in Supply Chains (بالألمانية) (2. ed.), Norderstedt: Books on Demand, ISBN:3-8334-5032-0{{استشهاد}}:  صيانة الاستشهاد: التاريخ والسنة (link)
- Peter D. Franke (2010), Frank Straube (ed.), Vendor-Managed Inventory for High Value Parts (بالألمانية) (1. ed.), Berlin: Universitätsverlag der TU Berlin, ISBN:978-3-7983-2211-0{{استشهاد}}:  صيانة الاستشهاد: التاريخ والسنة (link)